# Il massacro
Il massacro è un film horror del 1985, diretto da Bill Leslie e Terry Lofton ascrivibile ai sottogeneri dello slasher e del rape and revenge.

## Trama
In una cittadina del Texas un misterioso motociclista armato di una pistola a sparachiodi uccide, ad uno ad uno, una banda di stupratori.